# 柔佛御林军
柔佛御林军，是由苏丹阿布峇卡于1886年成立的皇家军队，也是馬來亞历史上唯一直属于州统治者的武装力量。该军直接听命于柔佛苏丹，总部设立在柔佛新山市中心的皇家山（Bukit Timbalan）。

## 歷史

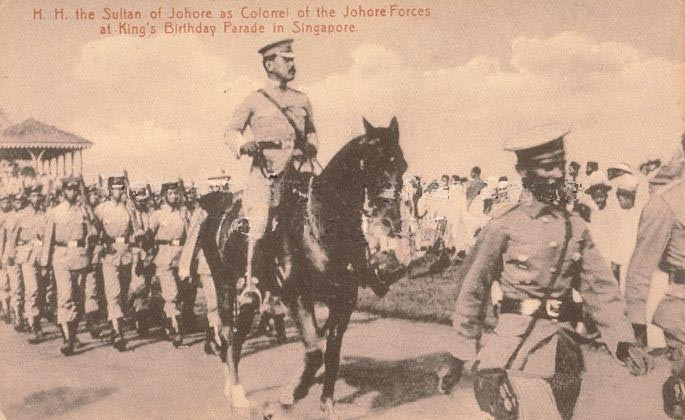

這支由柔佛蘇丹獨立擁有的柔佛御林軍，是已故蘇丹阿武峇卡於1862年繼位後，於1885年獲得時任英國女皇維多利亞御准而成立，當時蘇丹阿武峇卡是以無需借助英國而自行保衛國土為名設立此軍隊。它早期在保家衛國、平息動亂方面扮演重要角色。
柔佛御林軍在1915年至1939年間曾擁有950名軍人駐紮柔州各地執行任務，只比法令所規定的最高人數少21人。
1992年發生的憲法危機，馬來西亞內閣曾於1993年欲將柔佛御林軍解散，但最後御林軍依然保存下來。

## 簡介
柔佛御林軍所有開銷皆由柔州政府承擔，每年軍餉及其他開銷達200萬令吉。
2012年，柔佛御林军举行自1947年以来的第一次结业典礼，柔佛苏丹呼吁政府能够检讨《柔佛州御林军法令》，扩充御林军的军员装备，以让御林军能够有效的执行任务。

## 御林军精英部队
御林军精英部队（英語：JMF Elite Forces）是一支于2008年成立的部队，是以保护柔佛王室成员为目的而成立的保安部队。由柔佛王储东姑依斯迈担任指挥，主要成员是受过陆军特种部队训练的御林军精英。

## 脚注
1. ↑  .   [2024-02-26]. （原始内容存档于2021-12-22）.
2. 1 2 3  . thestar.com.my. 2012-07-20  [2012-08-16].
3. 1 2 3 4 5  《亲民开明的君主》，南洋網，2010-01-23 的存檔，存档日期2016-04-16.
4. ↑  Nambiar, Ravi. . 新海峡时报. 20 November 1999  [25 January 2010].
5. ↑  . 星洲日報／大柔佛. 2012-07-20  [2012-12-26]. （原始内容存档于2016-03-04）.

1°27′34″N 103°45′42″E / 1.45944°N 103.76167°E